# Ватерландкерк'є
Ватерландкерк'є (нід. Waterlandkerkje) — село в нідерландській провінції Зеландія. Входить до муніципалітету Сльойс.
Його площа становить 17,25 км², а населення станом на 2021 рік складало 480 осіб.
Перша згадка про населений пункт датується 1740 роком.
До 1970 року мало статус окремого муніципалітету.

## Галерея

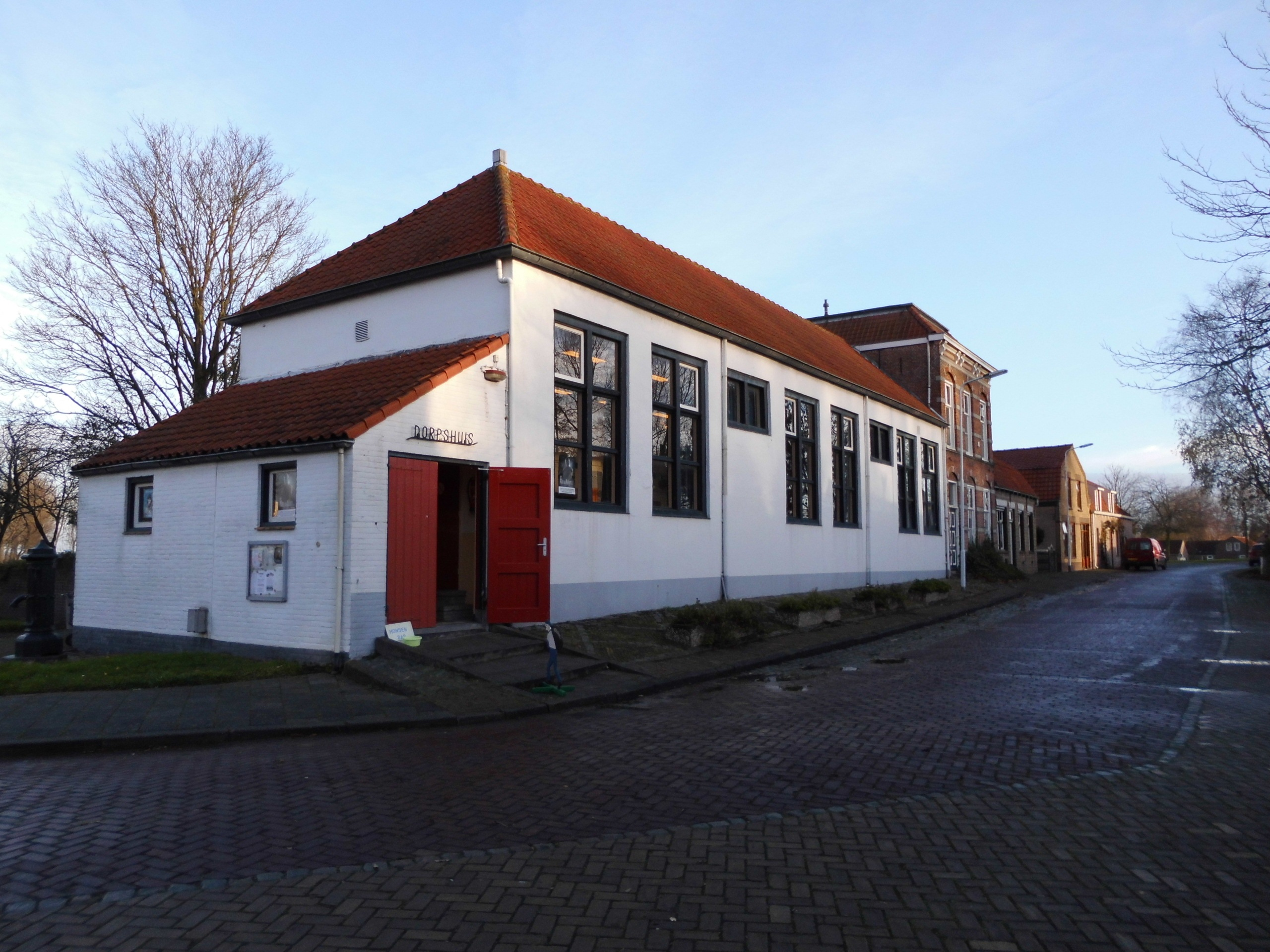
Сільський будинок
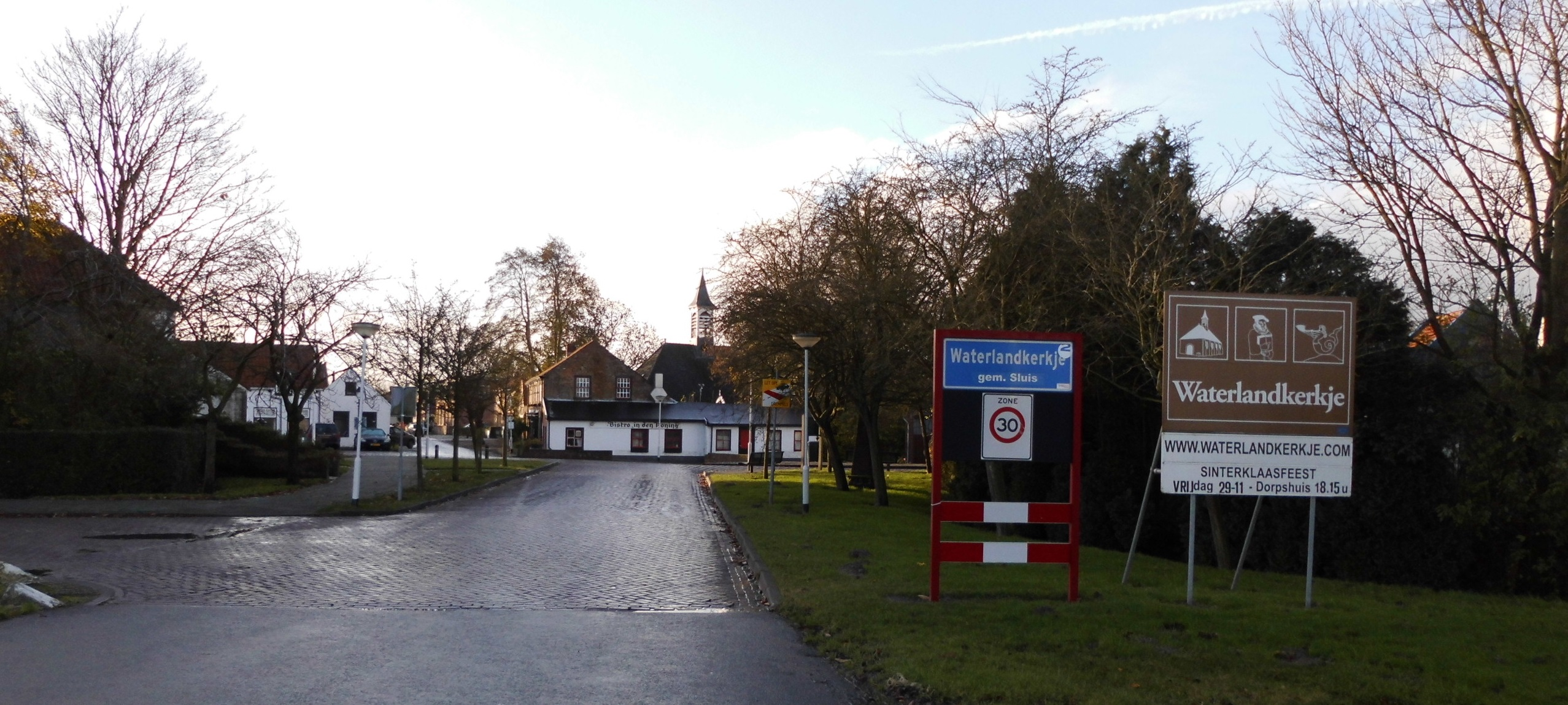
В'їзд до села